# Dasychira kakiana
Dasychira kakiana är en fjärilsart som beskrevs av Matsumura 1927. Dasychira kakiana ingår i släktet Dasychira och familjen tofsspinnare. Inga underarter finns listade i Catalogue of Life.